# عملیات مرصاد
عملیات مرصاد، عملیاتی است که نیروهای جمهوری اسلامی ایران در اواخر جنگ ایران و عراق و در پاسخ به عملیات فروغ جاویدان که توسط سازمان مجاهدین خلق برنامه‌ریزی شده بود، اجرا کردند.
این درگیری میان جمهوری اسلامی ایران و سازمان مجاهدین خلق پس از پذیرش قطعنامه ۵۹۸ توسط ایران و پایان جنگ ایران و عراق، در سال ۱۳۶۷ درگرفت. فرماندهی نیروهای ایران در این عملیات بر عهده علی صیاد شیرازی و فرماندهی مجاهدین خلق برعهدهٔ مسعود رجوی بود. پس از چند روز درگیری در پایان نیروهای مسلح جمهوری اسلامی ایران بر سازمان مجاهدین خلق پیروز شدند. تعداد زیادی در این نبرد کشته شدند. این نبرد آخرین درگیری در جنگ ایران و عراق به‌شمار می‌رود.

## پیش‌زمینه
در تیر ماه ۶۷ صدام حسین طی یک سخنرانی تلویزیونی اعلام کرد: «... بعد از مدتی خواهید دید که چگونه مجاهدین خلق به اعماق خاک خودشان نفوذ خواهند کرد و همین‌طور پیوستن مردم ایران به صفوف آن‌ها را خواهید دید.» به این ترتیب شش روز پس از قبول قطعنامه ۵۹۸ شورای امنیت توسط ایران، نیروهای عراقی توافقات این قطعنامه را زیر پا گذاشته، دوباره در جنوب و حوالی خرمشهر حمله کردند تا راه نفوذ برای نیروهای مجاهدین خلق باز شود و حتی توانستند تا آستانهٔ تصرف آن پیش روند. به این ترتیب نیروهای دفاعی ایران در جبهه‌های جنوبی مستقر شدند. در این زمان سازمان مجاهدین عملیاتی با نام فروغ جاویدان را از مرزهای غرب ایران آغاز کرد. اهداف مختلفی از جانب صدام حسین برای این تهاجم گفته می‌شود از جمله تغییر بندهای قطعنامه، تغییر سرنوشت جنگ و رقم زدن پیروزی و براندازی نظام جمهوری اسلامی ایران.
مسعود رجوی در شب آغاز عملیات گفت: «بر اساس تقسیمات انجام شده، ۴۸ ساعته به تهران خواهیم رسید… کاری که ما می‌خواهیم انجام دهیم در حد توان و اشل یک ابرقدرت است؛ چون فقط یک ابرقدرت می‌تواند کشوری را ظرف این مدت تسخیر کند… از پایگاه نوژه هم ترسی نداشته باشید؛ هر سه ساعت به سه ساعت دستور می‌دهم هواپیماهای عراقی بیایند و آنجا را بمباران کنند. پایگاه هوایی تبریز را هم با هواپیما هر سه ساعت به سه ساعت مورد هدف قرار خواهیم داد… گذشته از آن، ضدهوایی و موشک سام ۷ هم که داریم… هوانیروز عراق تا سرپل ذهاب به‌همراه ستون‌ها خواهد بود. از نظر هوایی ناراحت نباشید چون هواپیماهای عراقی پشتیبان ما هستند و تمام ماشین‌ها به صورت ستون حرکت می‌کنند.»

## عملیات فروغ جاویدان
عملیات فروغ جاویدان در ساعت ۱۵:۳۰ روز ۳ مرداد ماه سال ۶۷ آغاز شد. با حمایت کامل ارتش عراق در روز حمله و آغاز عملیات نیروهای نظامی وابسته به سازمان مجاهدین خلق که با نام ارتش آزادیبخش نامگذاری شده بودند، فاصلهٔ مرز قصر شیرین تا منطقهٔ تنگه چهارزبر در ۳۴ کیلومتری غرب کرمانشاه را با سرعت خیلی زیاد طی کردند. شعار آنها «امروز مهران، فردا تهران» بود. آنها در نظر داشتند ۳۳ ساعته خود را به تهران برسانند.
به دلیل هجوم ایذایی هم‌زمان ارتش عراق به جبهه جنوب بخش عمده‌ای از توان نظامی ایران در جبهه‌های جنوب غربی مشغول دفع تهاجم عراق بودند. به همین دلیل در برابر حرکت ستون‌های مجاهدین مقاومت کلاسیکی از سمت نیروهای جمهوری اسلامی وجود نداشت و با پشتیبانی نیروهای عراقی، مجاهدین با سرعت زیاد در این جبهه پیشروی کردند. غیر از مقاومت محدودی که توسط ساکنان کرد منطقه وجود داشت، نیروهای مجاهدین بدون مانعی جدی تا عمق ۱۴۵ کیلومتری خاک ایران پیش رفتند. آن‌ها با ۷۵۰۰ نفر متشکل از نیروهای مجاهدین خلق و عراقی و ۱۳۰۰ دستگاه تانک و خودرو نفربر وارد اسلام‌آباد شدند. مجاهدین پیش‌بینی نموده بودند با اشغال منطقه مردم به حمایت از آن‌ها خواهند پرداخت ولی برخلاف انتظار، کردهای منطقه به مقاومت پرداختند که همین مقاومت محدود محلی سرعت پیشرفت ستون نظامی مجاهدین را محدود نمود. آن‌ها توانستند شهرهای قصر شیرین، سرپل ذهاب، کرند غرب و اسلام‌آباد غرب را اشغال و تخریب کرده و به سرعت از طریق جاده به سمت کرمانشاه پیش‌روی کنند.
نیروهای مجاهدین خلق، پس از درهم شکستن مقاومت مردم در شهرهای مذکور، در یک اقدام عجولانه راهی باختران شده و قصد حرکت به سمت تهران نمودند. رادیو مجاهدین خلق «با ارسال پیام به مردم باختران از آن‌ها خواست که زمینه را برای ورود ارتش آزادی‌بخش مهیا سازند و آماده جذب در گردان‌ها و لشکرها باشند».

### بمباران شیمیایی
چهار روز قبل از عملیات فروغ جاویدان از سوی سازمان مجاهدین خلق، ارتش عراق نیز در روز ۳۱ تیر ماه ۱۳۶۷ چندین روستای ایران در غرب استان کرمانشاه شامل روستاهای زرده، روستاهای نساردیره، نساردیره سفلی و شاه مار دیره از توابع شهرستان گیلانغرب، شیخ صله از توابع شهرستان ثلاث باباجانی، دودان از توابع شهرستان پاوه و روستای باباجانی از توابع شهرستان دالاهو را با بمب‌های گاز خردل و گاز اعصاب بمباران کرد. این بمباران‌ها به مرگ صدها غیرنظامی و مجروحیت چندین هزار نفر از افراد غیرنظامی انجامید. دام‌ها و زمین‌های کشاورزی که محل معیشت مردم بود، نابود شده و تا مدت‌ها آلوده شد. بسیاری از مجروحان این روستا به دلیل آثار بمب‌های شیمیایی به بیماری‌های اعصاب، سرطان و… مبتلا شده و کودکانی با انواعی از مشکلات و بیماری‌های مادرزادی در این روستاها به دنیا آمدند. چند روز پس از این بمباران عملیات فروغ جاویدان اتفاق افتاد و جادهٔ مواصلاتی مناطق غرب استان به مرکز استان کرمانشاه مسدود شد. به همین دلیل امکان اعزام مجروحان به بیمارستان بسیار محدود شد. برخی منابع این امر را در بالا رفتن تلفات حملات شیمیایی مؤثر می‌دانند؛ این در حالی است که درگیری میان سازمان مجاهدین خلق با نیروهای جمهوری اسلامی پس از ۴ روز خاتمه یافت، اما بسیاری از مجروحان شیمیایی این حملات تا سال‌ها شناسایی نشده و به دلیل نداشتن سابقهٔ پزشکی تحت خدمات درمانی قرار نگرفتند.

## عملیات مرصاد
عملیات مرصاد، پاتک نیروهای نظامی جمهوری اسلامی در پاسخ به عملیات فروغ جاویدان است که سرانجام در پنجم مرداد ماه ۱۳۶۷، با رمز «یا علی» و در منطقه اسلام‌آباد غرب و کرند غرب در استان کرمانشاه، با فرماندهی علی صیاد شیرازی آغاز شد.
نیروهای نظامی جمهوری اسلامی ایران ابتدا مسیر ستون‌های زرهی مجاهدین خلق را سد کردند. سپس نیروها را پشت سر مجاهدین یورش هوایی کردند. آنگاه بالگردهای هوانیروز ارتش با سلاح‌های ضد تانک به ستون زرهی مجاهدین یورش بردند و هواپیماهای اف-۵ پایگاه ۴ شکاری نیروی هوایی پایگاه دزفول به فرماندهی خلبانان عبدالحمید نجفی و علیرضا آیینی هم ستون زرهی مجاهدین را بمباران کردند. در انتها نیروهای زمینی سپاه به باقی‌مانده نیروهای مجاهدین حمله کردند.
برخی کارشناسان جنگ و فرماندهان نظامی در ایران، ترور علی صیاد شیرازی فرمانده سابق نیروی زمینی ارتش را به دلیل تدابیر وی در عملیات مرصاد و شکست سنگین مجاهدین خلق در این عملیات تفسیر می‌کنند.

### جزئیات عملیات
وقتی که ستون‌کشی مجاهدین خلق با سرعت زیاد به پیش می‌رفت به طوری که آن‌ها در جادهٔ آسفالت با خودروهای چرخ‌دار از مرز قصرشیرین به طرف کرمانشاه، همدان، قزوین، کرج و نهایتاً تهران در حرکت بودند. بعد از اسلام‌آباد غرب در منطقه‌ای در ۳۵ کیلومتری کرمانشاه که به دلیل جغرافیای خاص یک رشته‌کوه ایجاد یک تنگه بر جاده و دشت کرده‌بود، تنگه چهارزبر، یک نیروی معدود از سپاه و بسیج، گردان قمربنی هاشم از تیپ ۱۲ قائم سمنان، به‌طور اتفاقی حضور داشت که بعد از اطلاع در نیمه‌شب با احداث تعدادی خاکریز بر روی جاده در انتظار ستون مجاهدین راه را سد کردند و تا طلوع خورشید مقاومت سختی انجام دادند که ستون مجاهدین متوقف شده زمین‌گیر شد.
- با طلوع خورشید در روز اول هدف ضمن سد کردن هجوم ستون مجاهدین خلق، بستن مسیر پشت سر آنها نیز بود. در این روز بالگردهای پایگاه کرمانشاه هوانیروز ارتش اقدام به انهدام مؤثر خودروهای ستون کرده و برای مدافعان خاکریز در تنگه، نیروهای کمکی فرستاده شد. ستونی به طول چهار کیلومتر که مجهز به توپ، تانک، نفربر، تفنگ ۱۰۶، ‏خودروهای سنگین حامل مهمات و سایر ادوات نظامی و لجستیکی بود جاده دشت حسن‌آباد را کاملاً تحت پوشش قرار داد.[۱۵] همچنین نیروهای جمهوری اسلامی پشت سر ستون در بین کرند و سرپل ذهاب هلی‌برن شدند. آن روز نیروی هوایی ارتش وارد عمل نشد زیرا در آن زمان پایگاه هوایی نوژه همدان توسط عراق بمباران شده بود و انجام عملیات پاکسازی باند فرود قدری فرصت را از آن‌ها گرفت، به همین دلیل نیروی هوایی با یک روز تأخیر وارد عملیات شد.
- در روز دوم حمله زمینی تیپ‌هایی از نیروهای سپاه و بسیج از جناح جنوبی دشت صورت گرفت که با پشتیبانی نیروی هوایی ایران همراه شد و نیروهای مجاهدین در دشت بین تنگه چهارزبر تا گردنه حسن‌آباد محاصره شده و مورد حمله بسیار مؤثر نیروهای جمهوری اسلامی قرار گرفتند.
- در روز سوم ستون و یگان‌های باقیمانده مجاهدین خلق به کلی منهدم شدند و فراری‌ها و باقیمانده مجاهدین در شهرهای پشت سر ستون مانند اسلام‌آباد غرب، کرند، سرپل ذهاب و روستاها نیز به‌طور کامل پاکسازی شدند.[۱۵]

فرماندهی این عملیات بر عهده علی صیاد شیرازی بود. وی در سال ۱۳۷۸ توسط سازمان مجاهدین خلق ایران ترور شد. واژه عربی «مرصاد» به معنی کمین است. به خاطر کمین برنامه‌ریزی شده‌ای است که ارتش جمهوری اسلامی ایران انجام داده بود این نام برای این عملیات در نظر گرفته شد.
هاشمی رفسنجانی در این مورد گفت «جنگ و صحنه به گونه‌ای درست شده بود که اینها توی کیسه آمدند و ما در کیسه را بستیم. تدارک منافقین خیلی وسیع بود و ضربه وارده بر آن‌ها خیلی عمیق است. ۱۲۰ تانک زرهی دجله، ۶۰ نفربر و ۶۰۰ خودرو دیگر، حدود ۵۰۰۰ پیکارجو و همین تعداد پشتیبانی و تدارکاتچی و طرح رسیدن به تهران، خیلی احمقانه و ساده‌لوحانه و هفتاد درصد انهدام»

## شرکت سپاه بدر در عملیات
نیروهای سپاه بدر که سازمانی با ایدئولوژی شیعه و متشکل از اتباع شیعهٔ عراق است نیز در عملیات مرصاد شرکت کردند. این نیروها توسط سیدمحمدباقر صدر رهبری می‌شدند و به وی و سید محمدباقر حکیم وفادار بودند. ۱۰۸ نفر از اعضای سپاه بدر عراق در این عملیات کشته شدند که از این تعداد ۱۰۵ نفر تبعهٔ کشور عراق، ۲ تن تبعهٔ بحرین و یک نفر تبعهٔ فرانسه بودند. از این تعداد ۴۵ نفر در «گردان شهید صدر» عضویت داشتند. همچنین ۷۰ نفر از نیروهای این گردان نیز در عملیات مرصاد زخمی شدند.

## تلفات و خسارات
در عملیات مرصاد بیش از ۴۳۸ دستگاه نفربر و تانک و خودرو و بیش از ۱۲۰۰ قبضه تجهیزات نظامی از جبهه مجاهدین خلق از بین رفت و ۵۳۱ دستگاه تانک، نفربر و خودرو و مقادیر زیادی تجهیزات و سلاح‌های انفرادی به غنیمت نیروهای جمهوری اسلامی درآمد. تعداد دقیق کشته‌شدگان مجاهدین خلق مشخص نیست. در برخی منابع ادعا شده که بیش از ۲۵۰۶ نفر از اعضای مجاهدین خلق کشته و ۵۳۱ تن به اسارت درآمده‌اند و در میان کشته‌شدگان و اسرا تعداد زیادی از کادرهای ارشد سازمان و فرمانده‌هان تیپ‌ها نیز وجود داشته‌اند. با این وجود ناصر رضوی، کارشناس پیشین وزارت اطلاعات و از مدیران ارشد ایران وزارتخانه در حوزهٔ مسائل سازمان مجاهدین خلق ایران که در زمان انجام عملیات مرصاد مسئول تهیهٔ گزارش این عملیات برای مقامات عالی‌رتبهٔ جمهوری اسلامی بوده در مصاحبه‌ای با روزنامهٔ هم‌میهن تعداد کشته‌شدگان این سازمان را ۱۴۰۰ نفر ذکر می‌کند که ۱۰۰ تا ۱۵۰ نفر از آن‌ها اعضای معمولی و اسرای پیوستی بوده‌اند، اما اکثر کشته‌شدگان را اعضای ایدئولوژیک سازمان تشکیل می‌داده‌اند که برای شرکت در عملیات از کمپ‌ها و حتی کشورهای مختلف به کمپ اشرف در عراق آورده شده‌بودند.
جمهوری اسلامی ایران به دنبال این عملیات، در تبلیغات خود از تنگهٔ چهارزبر با نام تنگه مرصاد (به معنای کمینگاه) نام می‌برد.

### ادعای کشتار در بیمارستان اسلام‌آباد غرب
این رخداد به ادعای جمهوری اسلامی ایران در ۴ مرداد ۱۳۶۷ و پس از پذیرش قطعنامه ۵۹۸ توسط جمهوری اسلامی و حمله سازمان مجاهدین خلق به خاک ایران و پس از ورود سازمان مجاهدین خلق به شهر روی داده است. ادعا شده که نیروی‌های این سازمان، مجروحان (و کارکنان بیمارستان) مستقر در بیمارستان را قتل‌عام کرده و حتی اجساد آنان را در محوطه بیمارستان به آتش کشیده‌اند و پیش از آن هم کشتارهایی در جریان تصرف شهر نیز روی داده بوده است. یکی از فرماندهان جمهوری اسلامی ادعا کرده که مریم رجوی با خودروی ضد گلوله و هلیکوپتر در منطقه حضور داشته و دستور حمله و کشتار بیمارستان توسط شخص وی صادر شده است.
همچنین ادعا شده که با تصرف بیمارستان و شهر اسلام‌آباد غرب مدارک پزشکی برخی مجروحان شیمیایی روستاهای اطراف از جمله روستای زرده نیز نابود شده و مختل شدن روند درمان آنان به مدت چندین سال ناشی از این اتفاق بوده است.

## پیامدها
به دنبال حمله نیروهای سازمان مجاهدین با حمایت ارتش عراق در غرب ایران در تاریخ ۴ مردادماه ۱۳۶۷ و به فاصله شش روز بعد از قطعنامه ۵۹۸ شورای امنیت که به نام عملیات عملیات مرصاد نام‌گذاری شد، روح‌الله خمینی رهبر انقلاب طی حکمی افرادی را مأمور کرد تا با بررسی مجدد پرونده زندانیان سیاسی، برای افرادی که همچنان بر سر موضع خود مبنی بر حمایت از سازمان مجاهدین خلق باقی مانده بودند، حکم اعدام صادر کنند.

#### مرصاد دو
در جریان اعتراضات ۱۳۹۸ حسام الدین آشنا مشاور رئیس جمهور وقت (حسن روحانی) در حساب توئیتری خود نوشت: ضدانقلاب در خارج از کشور خیال کردند عملیات فروغ جاویدان ۲ را کلید زده‌اند ولی حالا به خوبی فهمیدند که در واقع عملیات مرصاد ۲ کلید خورده است.

## فهرست منابع
صدر شیرازی، محمد علی (۱۳۹۲). عملیات مرصاد و سرنوشت منافقین (مجاهدین خلق). انتشارات مرکز اسناد انقلاب اسلامی.